# Савицький Микола Лукич
Микола Лукич Савицький (11 грудня 1916, Одеса — 11 лютого 1993) — український радянський скульптор; член Спілки радянських художників України.

## Біографія
Народився 11 грудня 1916 року в місті Одесі (нині Україна). 1934 року закінчив Одеський художній інститут, 1939 року — Одеське художній технікум. Був учнем Григорія Теннера. Брав участь у німецько-раднській війні.
Мешкав у Ялті, в будинку на вулиці Ленінградській, № 3, квартира № 1. Помер 11 лютого 1993 року.

## Творчість
Працював у галузях станкової і монументальної скульптури. Серед робіт:
станкова скульптура
- «Климент Ворошилов» (1939);
- «Петро Чайковський» (1940);
- «Колгоспниця з фруктами» (1954);
- «Антон Чехов» (1960);
- «Бандуристка» (1960);
- «Художник Федір Васильєв» (1964).

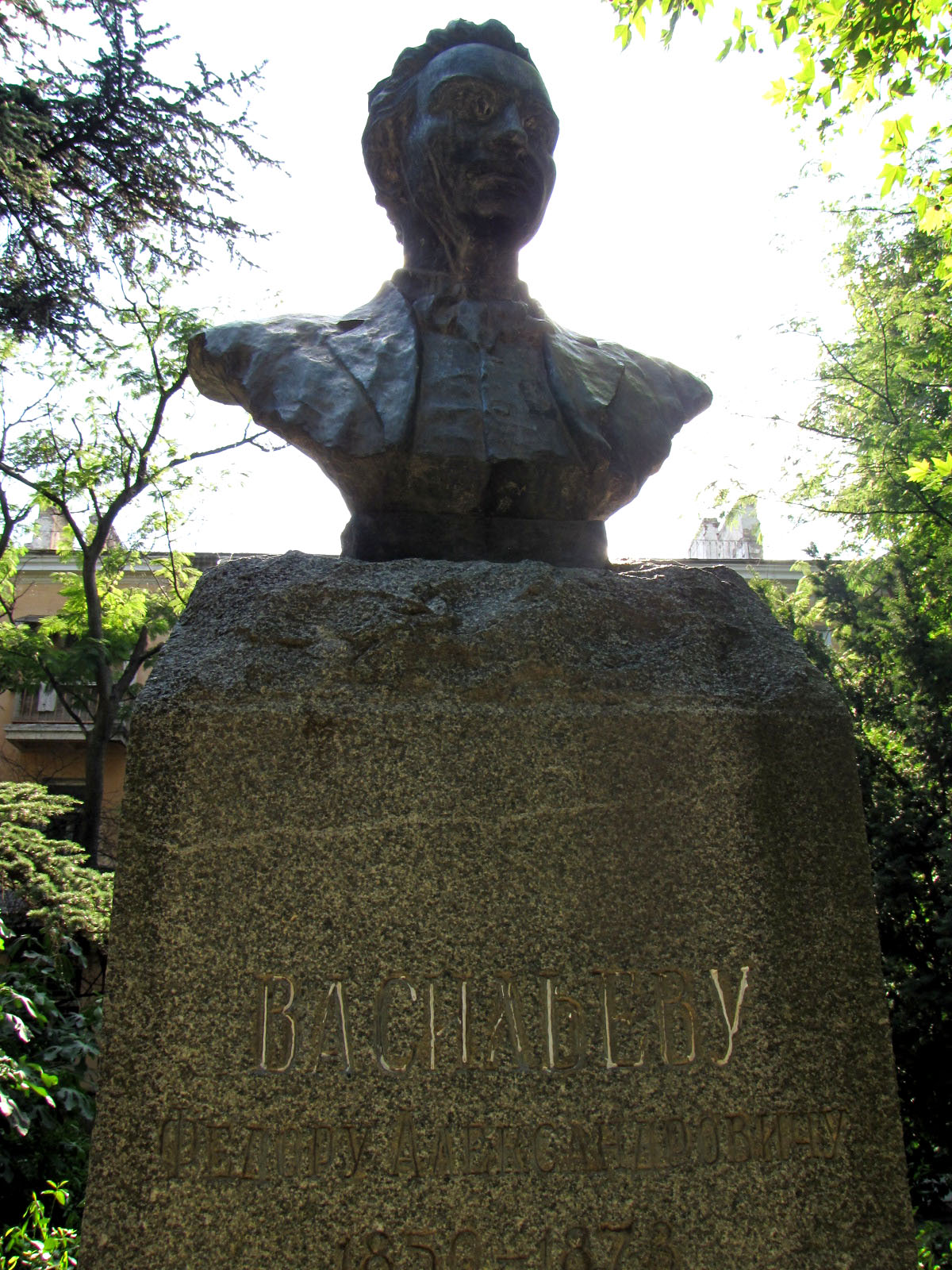
Погруддя Федора Васильєва.

Автор бронзового погруддя Федора Васильєва, встановленого в Ялті на вулиці Київській в районі будинків № 10, 12 у 1960 році до 110-річчя з дня народження художника (архітектор Петро Старіков).
Брав участь у республіканських виставках з 1954 року.